# Slipčevići
Slipčevići es un pueblo de la municipalidad de Dobretići, en el cantón de Bosnia Central, Bosnia y Herzegovina.

## Superficie
Posee una superficie de 0,72 kilómetros cuadrados.

## Demografía
Hasta 2013 la población era de 13 habitantes, con una densidad de población de 18,1 habitantes por kilómetro cuadrado.